# Cornuboniscus budensis
Cornuboniscus budensis è un pesce osseo estinto, appartenente agli attinotterigi. Visse nel Carbonifero inferiore (circa 345 - 340 milioni di anni fa) e i suoi resti fossili sono stati ritrovati in Europa.

## Descrizione
Questo pesce era di dimensioni molto piccole, e non superava la lunghezza di circa 5 centimetri. Era dotato di un corpo relativamente slanciato, con una grande testa allungata e un muso arrotondato. Gli occhi erano molto grandi. La pinna dorsale era situata in posizione molto arretrata, pressoché opposta alla pinna anale, più piccola. La pinna caudale era eterocerca, e il lobo superiore era più grande e allungato. Le pinne pelviche erano piccole e appuntite, mentre le pinne pettorali erano più grandi e posizionate a fianco del corpo, e non al di sotto di esso. Le scaglie erano rettangolari, disposte in file diagonali. Una caratteristica particolare di Cornuboniscus era data dalla particolare conformazione dell'apparato boccale, con l'arco mascellare posto direttamente sotto il neurocranio; questa caratteristica, piuttosto specializzata se rapportata con altri attinotterigi del Devoniano e del Carbonifero, è condivisa con altre forme simili quali Aeduella e Canobius.

## Classificazione
Cornuboniscus è considerato un rappresentante dei canobiidi, un piccolo gruppo di pesci ossei di dimensioni ridotte tipici del Carbonifero, dalla particolare conformazione cranica. Cornuboniscus budensis venne descritto per la prima volta nel 1939 da White, sulla base di resti fossili ritrovati in terreni risalenti al Carbonifero inferiore nella zona di Bude (Cornovaglia), in Inghilterra.

## Paleoecologia
Cornuboniscus doveva essere un predatore molto piccolo, che si cibava di minuscoli animali.